# Orthacheta
Orthacheta is een geslacht van insecten uit de familie van de drekvliegen (Scathophagidae), die tot de orde tweevleugeligen (Diptera) behoort.

## Soorten
- O. cornuta (Loew, 1863)
- O. hirtipes Johnson, 1927
- O. pilosa (Zetterstedt, 1838)
- O. strigipes Johnson, 1927